# Catherine Cookson
Dame Ann Catherine Cookson (South Shields, 27 giugno 1906 – Newcastle upon Tyne, 11 giugno 1998) è stata una scrittrice inglese.
Cookson è diventata la scrittrice più letta del suo paese, pur rimanendo relativamente basso il suo profilo nel mondo dei romanzieri più celebri. I suoi libri sono stati ispirati dalla sua gioventù nel Nord Est dell'Inghilterra ed hanno venduto complessivamente una stima approssimativa di 120 milioni di copie.

## Biografia
Nata Kate McMullen (Catherine Ann Davies) a Shields, (allora parte della contea di Durham), successivamente si trasferì a Est Jarrow, nella contea di Durham (ora in Tyne and Wear), che diventerà l'impostazione di uno dei suoi romanzi più noti, The Fifteen Streets. La Cookson è stata la figlia illegittima di una madre alcolista, Kate Fawcett. Da piccola, fu cresciuta dai nonni, Rose e John McMullen. Ha lasciato la scuola a 13 anni e, dopo un periodo di servizio domestico, ha trovato un posto di lavoro presso una lavanderia a South Shields. Nel 1929 si trasferisce a sud, risparmiando denaro per acquistare una grande casa vittoriana. Nel giugno 1940, all'età di 34 anni, sposò Tom Cookson, un insegnante alla Hastings Grammar School. Dopo quattro aborti, si scoprì che la giovane scrittrice era affetta da una rara malattia vascolare, che provocava il sanguinamento dal naso, delle dita e dello stomaco e la portava in anemia.
La Cookson iniziò a scrivere come forma di terapia per combattere la sua depressione. Il suo primo romanzo, Kate Hannigan, venne pubblicato nel 1950. Anche se fu etichettato come romanzo rosa, trave l'espressione del malcontento dello stereotipo. I suoi libri sono stati, ha detto lei stessa, romanzi storici sulle persone e le condizioni che conosceva. La Cookson è arrivata a scrivere quasi 100 libri, vendendone più di 123 milioni di copie, con traduzioni in almeno 20 lingue. Ha inoltre utilizzato gli pseudonimi Catherine Marchant e il suo nome d'infanzia, Katie McMullen.
È dalla sua morte l'autore con più prestiti nelle biblioteche pubbliche del Regno Unito, record che conserva da più di 20 anni, a testimoniare la costante popolarità dei suoi romanzi.
Più tardi nella vita Caterina e Tom si trasferirono più e più volte. Per via della sua salute, sempre più cagionevole, partirono per l'ultima volta verso Jesmond, Newcastle upon Tyne al fine di essere più vicini alle strutture mediche. Gli ultimi anni della sua vita la Cookson li passò a letto.
Morì a 91 anni d'età (16 giorni prima del suo 92º compleanno) a casa sua a Newcastle. Molti romanzi non ancora pubblicati vennero stampati postumi fino al 2002. Suo marito, Tom Cookson, morì il 28 giugno 1998, solo 17 giorni dopo Catherine. Era stato ricoverato in ospedale per una settimana ma la causa della sua morte non è mai stata annunciata. Aveva 86 anni.